# یهودیان کرمانشاه

انجمن کلیمیان کرمانشاه (هبرا) در سال ۱۳۴۰

یهودیان کرمانشاه (به کردی کرمانشاهی: یه‌هودییل کرماشان) گروهی از مردم یهودی گفته می‌شود که در شهر کرمانشاه زندگی می‌کنند. قدمت سکونت این مردم به صورت غیرپیوسته بوده، اما بنا بر اسناد نخستین حضور یهودیان در شهر کرمانشاه به سدهٔ ۱۰ میلادی می‌رسد.

## تاریخچه
قدمت سکونت مردم یهود در شهر کرمانشاه به صورت منقطع و غیرپیوسته بوده، اما نخستین اشاره به حضور آنان در منابع تاریخی دست‌کم به سدهٔ دهم میلادی می‌رسد. تاریخ‌نگار یهودی سدهٔ دهم میلادی ناتان هاباولی به کرات اشاره کرده که مار اوکبا در حدود سال ۹۱۲ میلادی به دلیل درگیری در بغداد به عنوان رأس جالوت (رئیس آوارگان) به کرمانشاه تبعید شده‌است. گفته می‌شود که جمعیتی از یهودیان در طول سده‌های میانه در این شهر به زندگی خود ادامه داده که در وقایع‌نگاری‌های فارسیهودی بابائی بن لطف بدان اشاره شده‌است. 
  

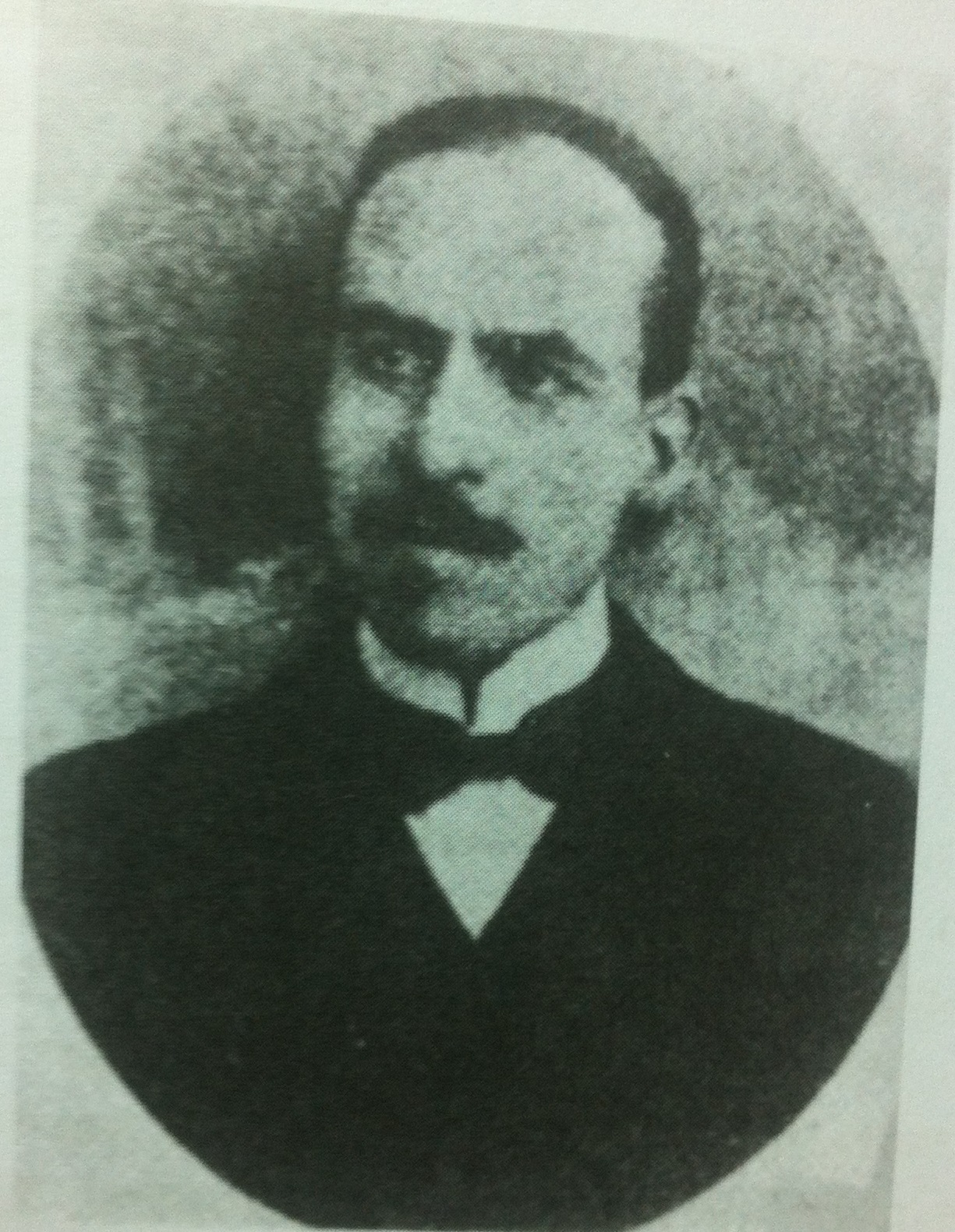
شموئیل حییم کرمانشاهی، رهبر جامعه کلیمیان ایران

در نیمۀ نخست قرن هیجدهم میلادی، کرمانشاه محل نبرد و نزاع نیروهای مدعی حاکمیت بود. در نیمه دوم همان قرن نیروهای کریم‌خان زند دو بار به قلعۀ کرمانشاه حمله و بار دوم این قلعه را با خاک یکسان کردند. هرچند ترکیب جمعیتی شهر کرمانشاه تا قبل از این منازعات مشخص نیست، اما ادعا شده که در نتیجهٔ این جنگ‌ها و غارت‌ها یهودیان بسیاری از این شهر مهاجرت کرده‌اند. 

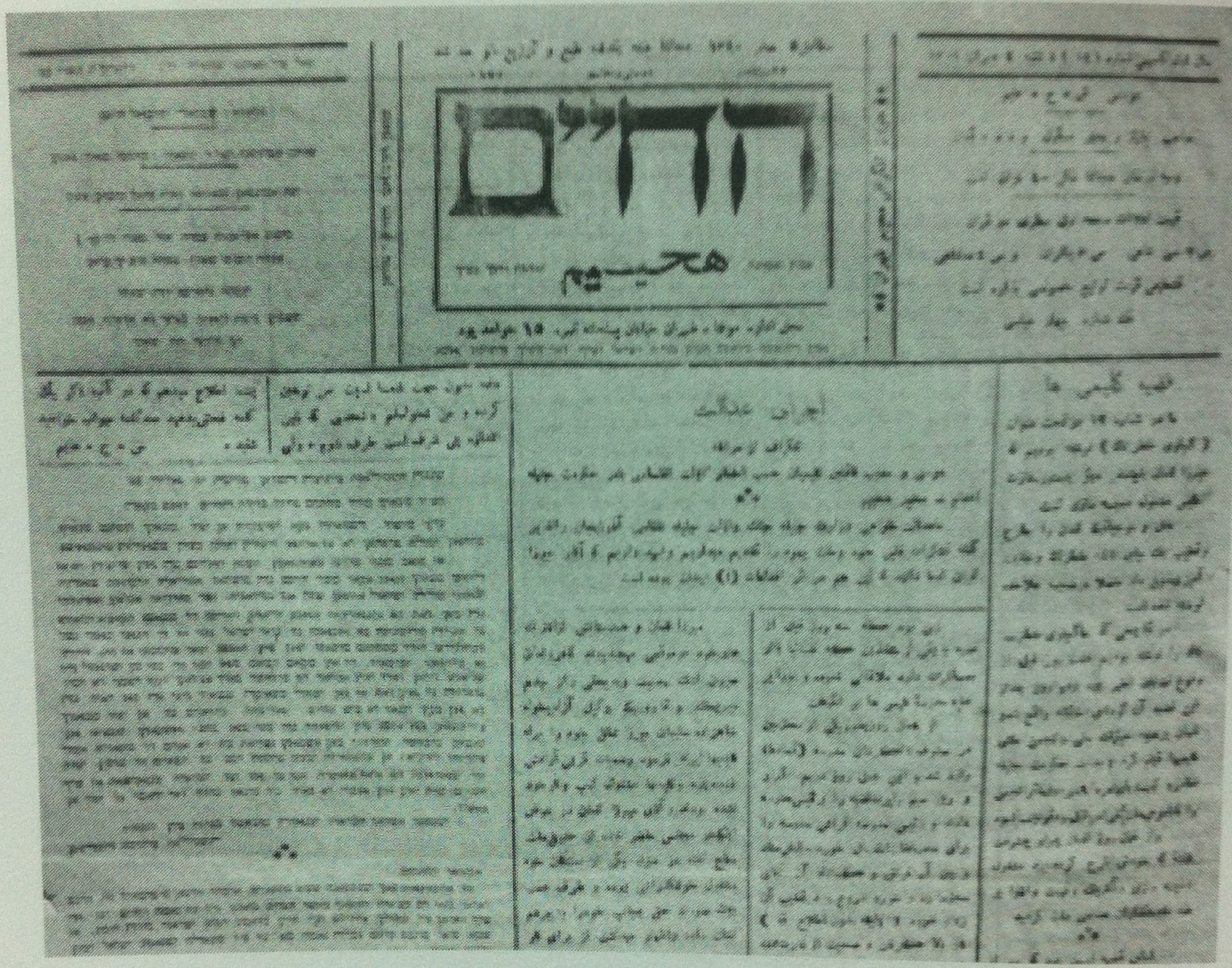
روزنامه حییم

## دورهٔ قاجار
در ابتدای قرن نوزدهم ربی دیوید بیت هیلل از وجود ۳۰۰ خانوادهٔ یهودی و سه کنیسه در کرمانشاه خبر داده‌است. البته آوراهام کهن این ادعا را رد می‌کند و می‌گوید سند موثقی که این امر را تأیید کند بدست نیاورده است. بر اساس آمار دیگری شمار خانواده‌های یهودی در کرمانشاه درآغاز سدهٔ نوزدهم میلادی، ۱۳۶ خانوار بوده‌است و محلهٔ آن‌ها چهار کوچهٔ باریک پیچ در پیچ بوده که در دو خیابان قرار داشته‌است. 

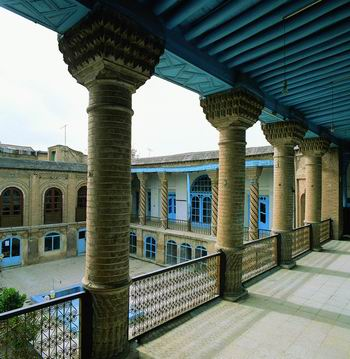
خانه کاکه باروخ، از بازرگانان یهودی کرمانشاهی دوره قاجار

پس از وی نیز مسافران یهودی مانند بنیامین دوم، کستلمان و افرایم نویمارک به تشریح وضعیت اقتصادی یهودیان در کرمانشاه پرداخته‌اند. گفته می‌شود که یهودیان کرمانشاه در سدهٔ نوزدهم همچون دیگر جوامع تحت تأثیر بهائیت و نیز فعالیت‌های میسیونرهای مسیحی قرار گرفته‌اند.
همچنین دو گردشگر دیگر به نام‌های  وولف و دوساسی نیز در سده نوزدهم از کرمانشاه دیدن کرده و اطلاعاتی دربارهٔ یهودیان این شهر به دست داده‌اند.  وولف در سال‌های ۱۸۲۴ و ۱۸۳۰ میلادی دو بار به ایران سفر کرده‌است. دوساسی نیز در ماه اکتبر ۱۸۰۷ از کرمانشاه دیدن کرده‌است. او در کتاب خود جمعیت کرمانشاه را بین ۱۶ تا ۱۸ هزار نفر دانسته که در لوای حکومت شاهزاده محمدعلی میرزا از امنیت نسبی برخوردار بوده‌اند. اما همزمان از آزار و اذیت یهودیان در این شهر خبر داده‌است.
یک گردشگر انگلیسی به نام باکینگهام نیز که پیش از نوامبر ۱۸۲۱ میلادی از کرمانشاه دیدن کرده شمار یهودیان در این شهر را در حدود یکصد نفر دانسته‌است. گفته می‌شود که در سال‌های بعد شمار یهودیان شهر اندکی افزایش یافته و در سال ۱۸۳۸ به حدود ۳۰۰ نفر در قالب ۶۰ خانواده رسیده‌است. در سال ۱۸۷۳ این تعداد به ششصد نفر رسیده‌است.
در سدهٔ نوزدهم که اوضاع بهداشتی شهر کرمانشاه خوب نبود و عدم دسترسی به آب آشامیدنی و امکانات بهداشتی سبب رواج بیماری‌های متعددی می‌شد، یک یهودی بریتانیایی به نام لرد موشه مونتیفیوری در دهه هفتم قرن نوزدهم، مبلغ ۲۷۵ لیره استرلینگ به یهودیان کرمانشاه کمک کرده‌است.
زیلبرشتاین شمار یهودیان کرمانشاه را در سال ۱۹۳۲ حدود ۲ هزار نفر برآورد کرده‌است، اما اوراهام کهن تعداد واقعی یهودیان را در آن زمان حدود ۲۳۰۰ نفر دانسته‌است. همچنین در سال‌های قبل از جنگ جهانی دوم، شمار یهودیان کرمانشاه حدود ۲۵۰۰ نفر برآورد شده‌است. در سال ۱۹۴۸ یعنی اندکی پس از جنگ جهانی دوم شمار یهودیان کرمانشاه افزایش یافته و به ۲۸۶۴ نفر رسیده بود.
محلهٔ یهودیان کرمانشاه فیض‌آباد بود که محل بازار نیز بود و از یهودیان قدیم کرمانشاه خانه‌هایی مانند خانهٔ کاکه باروخ در آن به جای مانده‌است. این محله در نزدیکی یکی از دروازه‌های شهر بود که به دروازهٔ یهودی‌ها معروف بود. گروهی از یهودیان کرمانشاه در سدهٔ نوزدهم مهاجرانی بودند که از عراق امروزی به این شهر کوچ کرده و اقامت در مناطق کردنشین ایران را به سکونت در عراق ترجیح داده بودند.
یهودیان کرمانشاه در سدهٔ نوزدهم دست‌کم دو بار مورد اذیت و آزار قرار گرفته‌اند که یک بار در سال ۱۸۹۳ و بار دیگر در سال ۱۹۰۵ بوده‌است. در سال ۱۹۰۷ محمدمهدی فیض‌مهدوی که نامزد انتخابات مجلس از کرمانشاه بود، یهودیان این شهر را مورد حمله قرار داده و اعلامیه‌ای علیه آنان منتشر کرد و محدودیت‌هایی علیه آنان در نظر گرفت. همچنین در سال ۱۹۰۹ حملاتی به منازل و مغازه‌های یهودیان کرمانشاه صورت گرفت.

## دورهٔ پهلوی
در دوران پهلوی دوم و تا قبل از انقلاب ۴ کنیسه در شهر کرمانشاه فعال بود. در حوالی سال ۱۹۱۳ یک گروه صهیونیستی به رهبری شموئل حییم (چاییم) نخستین نمایندهٔ یهودیان ایران در مجلس تهران و صاحب امتیاز نشریهٔ حییم که نخستین گاهنامهٔ یهودیان بود در کرمانشاه تشکیل شد. او به ضدیت با شاه متهم و در سال ۱۹۳۳ اعدام شد.

## پس از انقلاب
بخش اعظم جمعیت یهودیان کرمانشاه در سال‌های منتهی به انقلاب بهمن ۱۳۵۷ و سال‌های ابتدایی پس از آن عمدتاً به اسرائیل و ندرتاً به تهران مهاجرت کردند. جمعیت جامعهٔ یهودیان کرمانشاه در نتیجهٔ مهاجرت به پایتخت و نیز به اسرائیل به طرز چشمگیری کاهش یافته‌است.
در حال حاضر یک کنیسه به نام اتحاد در کرمانشاه فعال است. اجرای مراسم دینی و دیگر مراسم مرتبط بر عهدهٔ خاخام میکائیل قدوسی است. همچنین یهودیان کرمانشاه دارای یک قبرستان هستند که از قدمت تاریخی برخوردار است و در شهرک جعفرآباد واقع شده‌است. قبرستان دیگری نیز که قدمت کمتری دارد در جادهٔ کرمانشاه به کامیاران واقع شده‌است و بهشتیه نامیده می‌شود.
بخش عمده‌ای از یهودیان کرمانشاه اهل شهرستان سنقروکلیایی هستند و به دلیل کاهش جمعیت یهودیان در آن منطقه به شهر کرمانشاه مهاجرت کرده‌اند. از جمله مشاغلی که یهودیان در شهر کرمانشاه بدان اشتغال دارند می‌توان به فرشبافی، رنگرزی و فرش‌فروشی اشاره کرد.